# بني حيون
بني حَيُّون هي بلدية في منطقة بلنسية بإسبانيا. تحتوي الساحة المركزية على برج بناه المغاربة.